# كارلوس غارسيس
كارلوس غارسيس (1 مارس 1990 بمانتا، الإكوادور في الإكوادور - ) هو لاعب كرة قدم إكوادوري في مركز الهجوم. لعب مع أتلانتي إف سي وسوسيداد ديبورتيفو كيتو وليغا دي كيتو ونادي بورتوفيخو وديبورتيفو كوينكا ونادي مانتا لكرة القدم.

## وصلات خارجية
- كارلوس غارسيس على موقع قاعدة بيانات كرة القدم.إي يو (الإنجليزية)
- كارلوس غارسيس على موقع ناشيونال فوتبول تيمز (الإنجليزية)
- كارلوس غارسيس على موقع Soccerway.com (الإنجليزية)
- كارلوس غارسيس على موقع عالم كرة القدم.نت (الإنجليزية)